# Plectania platensis
Plectania platensis är en svampart som först beskrevs av Speg., och fick sitt nu gällande namn av Rifai 1968. Plectania platensis ingår i släktet Plectania och familjen Sarcosomataceae.   Inga underarter finns listade i Catalogue of Life.